# Szermierka na Igrzyskach Panamerykańskich 1955
Turniej w ramach Igrzysk w Meksyku 1955 

## Klasyfikacja medalowa
| Klasyfikacja medalowa | Klasyfikacja medalowa | Klasyfikacja medalowa | Klasyfikacja medalowa | Klasyfikacja medalowa | Klasyfikacja medalowa |
| Miejsce               | państwo               | Złoto                 | Srebro                | Brąz                  | Razem                 |
| --------------------- | --------------------- | --------------------- | --------------------- | --------------------- | --------------------- |
| 1                     | Stany Zjednoczone     | 3                     | 5                     | 2                     | 10                    |
| 2                     | Argentyna             | 3                     | 1                     | 2                     | 6                     |
| 3                     | Meksyk                | 1                     | 0                     | 0                     | 1                     |
| 4                     | Urugwaj               | 0                     | 1                     | 0                     | 1                     |
| 5                     | Wenezuela             | 0                     | 0                     | 3                     | 3                     |
| Razem                 | Razem                 | 7                     | 7                     | 7                     | 21                    |

## Medaliści
| Floret indywidualnie | Harold Goldsmith                                                                | Albert Axelrod                                                                    | Fluvio Galimi                                                                        |
| Floret drużynowo     | Argentyna · Santiago Massini · José Rodríguez · Fluvio Galimi · Felix Galimi    | Stany Zjednoczone · Albert Axelrod · Paul Makler · Hal Goldsmith · Allan Kwartler | Wenezuela · Gustavo Gutierrez · Miraclotes Vargas · Nelson Croes · Augusto Gutierrez |
| Szabla indywidualnie | Antonio Haro Oliva                                                              | George Worth                                                                      | Richard Dyer                                                                         |
| Szabla drużynowo     | Stany Zjednoczone · George Worth · Richard Dyer · Tibor Nyilas · Allan Kwartler | Urugwaj · José Lardizábal · Ricardo Rimini · Teodoro Goliardi · Juan Paladino     | Argentyna · Daniel Sande · Florencio Watkins · Fernanco Huergo · Felix Galimi        |
| Szpada indywidualnie | Raul Martinez                                                                   | Sewall Shurtz                                                                     | Jean Camous                                                                          |
| Szpada drużynowo     | Argentyna · Florio Diaz · Alfredo Daverde · Raul Martinez · Felix Galimi        | Stany Zjednoczone · Richard Dyer · Sewell Shurtz · Abraham Cohen · Hald Goldsmith | Wenezuela · Jean Camous · Nelson Nieves · Gustavo Gutierrez · Oscar Cabrera          |
| Kobiety              |                                                                                 |                                                                                   |                                                                                      |
| Floret indywidualnie | Maxine Mitchell                                                                 | Irma de Antequeda                                                                 | Eva Siegel                                                                           |